# Dina Galiakbarova
Dina Galiakbarova, née le 2 novembre 1991 à Frounzé, est une escrimeuse russe pratiquant le sabre.
Galiakbarova remporte l'or dans l'épreuve de sabre par équipe aux championnats du monde 2010 en battant l'Ukraine par 45 touches à 33. Elle remporte ce titre sous la verrière du Grand Palais avec ses coéquipières Svetlana Kormilitsyna, Sofia Velikaïa et Yuliya Gavrilova.

## Palmarès
- Championnats du monde d'escrime
  -  Médaille d'or au sabre par équipes aux Championnats du monde d'escrime 2012 à Kiev
  -  Médaille d'or au sabre par équipes aux Championnats du monde d'escrime 2011 à Catane
  -  Médaille d'or au sabre par équipes aux Championnats du monde d'escrime 2010 à Paris